# Amplificador de baix soroll
Amplificador de baix soroll (LNA en anglès, Low Noise Amplifier) és un dispositiu electrònic encarregat d'elevar un nivell de senyal de molt baixa potència sense degradar la seva relació senyal-soroll. Aquesta relació senyal-soroll es mesura en decibels. També es pot utilitzar el concepte de rang dinàmic com a sinònim de relació senyal-soroll. Per a quantificar el nivell de soroll d'un sistema electrònic s'empra el paràmetre Factor o Figura de Soroll.

## Esquema de blocs funcionals
Es pot veure a la figura 2.
Senyal a la sortida = (Senyal a l'entrada) x Guany
Soroll a la sortida = (Soroll a l'entrada) X Guany + (Soroll propi del LNA)

## Aplicacions
Els amplificadors de baix soroll s'empren habitualment per a amplificar el baix senyal que rep l'antena d'un receptor de ràdio. Especialment en receptors de satèl·lit i telescopis de RF.